# Shuanglong Jiedao
Shuanglong Jiedao (kinesiska: 双龙, 双龙街道) är en socken i Kina. Den ligger i provinsen Yunnan, i den sydvästra delen av landet, omkring 17 kilometer öster om provinshuvudstaden Kunming.
Genomsnittlig årsnederbörd är 886 millimeter. Den regnigaste månaden är juni, med i genomsnitt 181 mm nederbörd, och den torraste är januari, med 10 mm nederbörd.